# Giovanni Angelo Barella

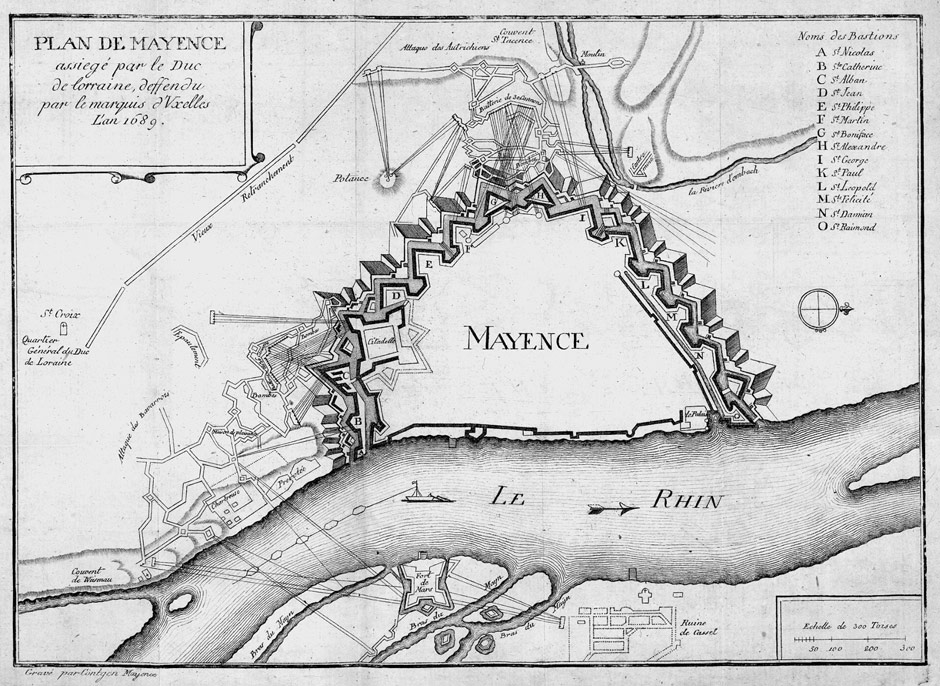
Die Festung Mainz im Jahre 1689. Kupferstich, Paris, 1756

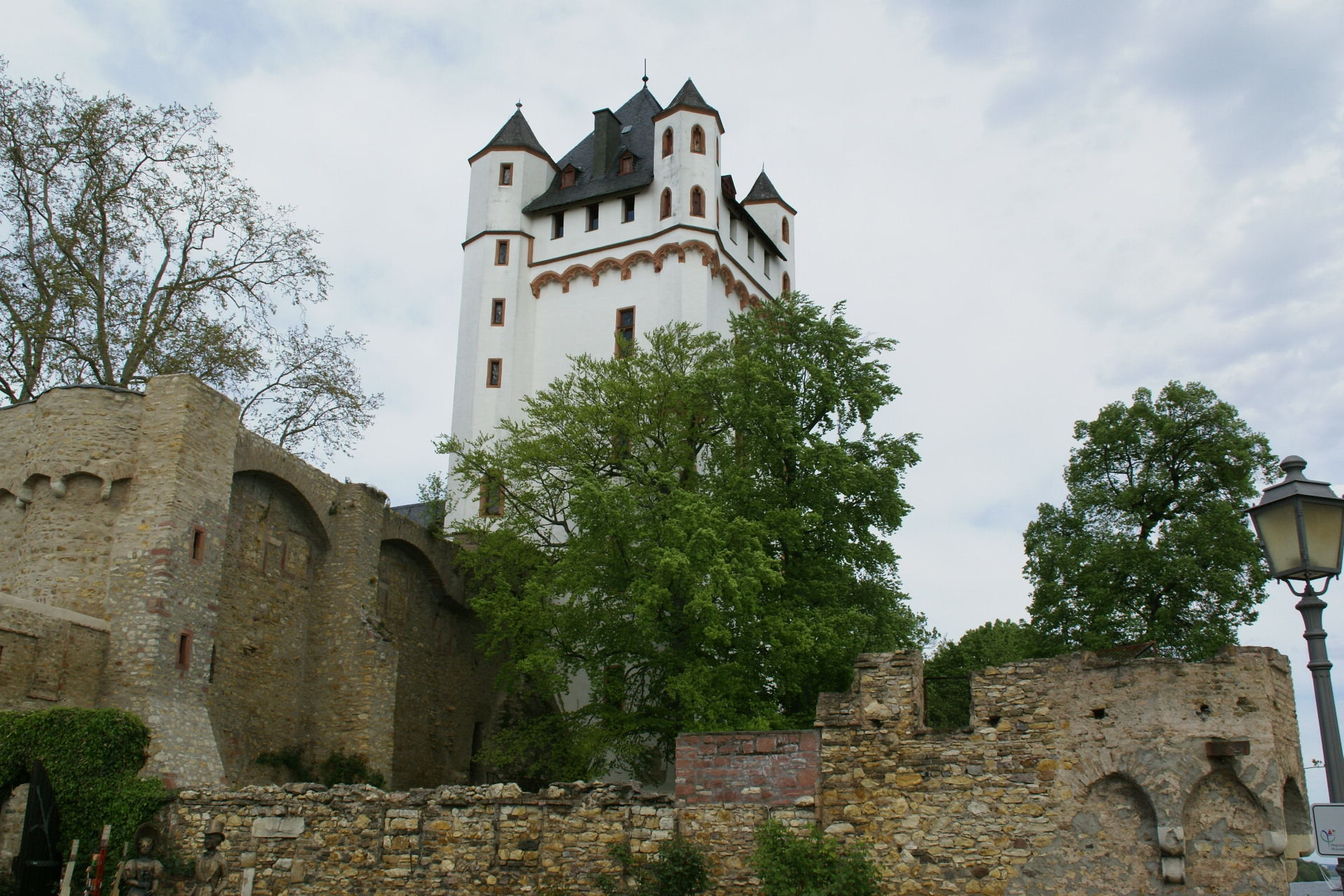
Burg Eltville

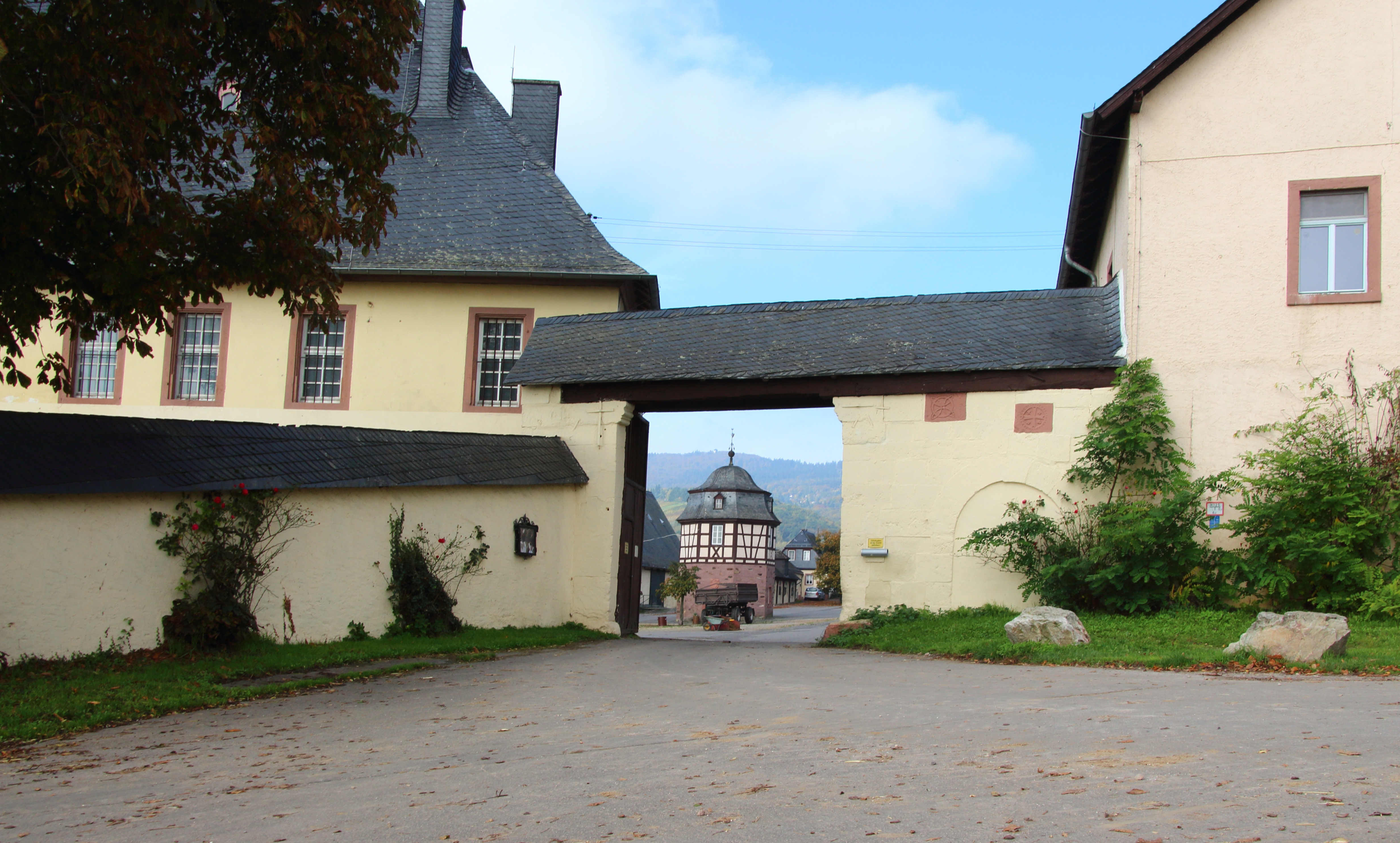
Domäne Neuhof

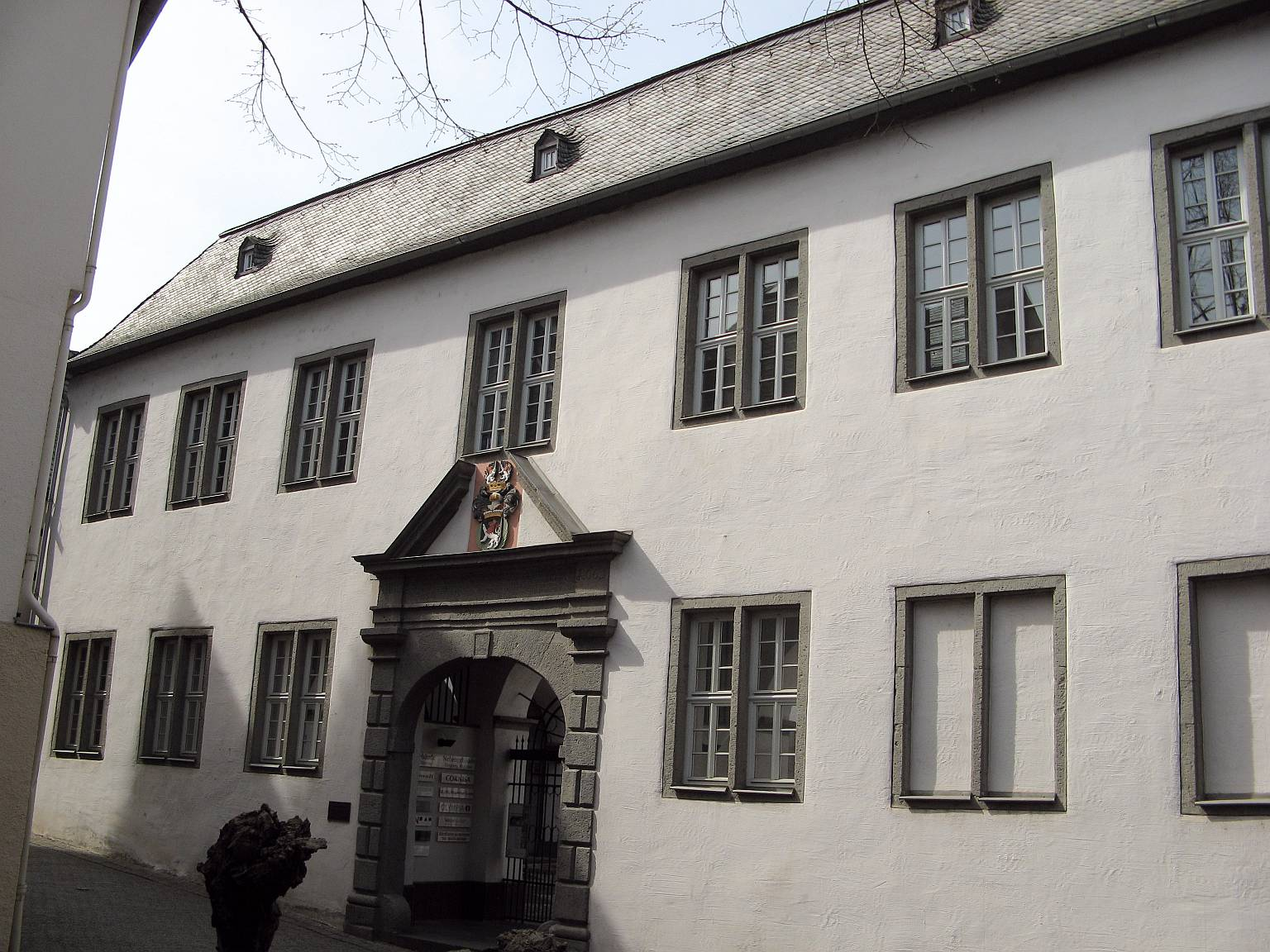
Limburg Walderdorffer Hof

Giovanni Angelo Barella, auch Hans Engel Barella (oder Borella), († 1695 in Mainz) war ein italienischer Baumeister in Kurmainz.

## Leben
Ursprünglich Steinmetz und Maurermeister italienischer Herkunft, lebte er bis zu seinem Ableben in der Stadt Mainz, deren Bürger er seit 1659 war. Barella zeichnete sich als kurfürstlicher Baumeister unter Anselm Franz von Ingelheim, ebenso dessen Schlossbaumeister, für eine Vielzahl barocker Sakral- und Herrschaftsbauten verantwortlich. Er starb 1695 in Mainz, in der Heringsbrunnengasse 7, im selben Jahr, in dem Anselm Franz von Ingelheim verstarb.

## Bauten
Barella war an vielen Baumaßnahmen in Mainz, Rüdesheim am Rhein und Limburg an der Lahn beteiligt:
- Festung Mainz (17. Jahrhundert)
- Chorbühne des Mainzer Doms (Beratender)
- Burg Eltville (Wiederherstellung und Erweiterung ab 1682)
- Schneiderzunfthaus in Mainz (1678)
- Schulhaus in St. Quintin
- Vorgängerbau St. Hildegard (Eibingen) und Kloster (Neubau bzw. Modernisierung 1681–1684)[4]
- Domäne Neuhof (ab 1682)
- Stadtpalais der Reichsgrafen von Walderdorff in Limburg (1665–1681)[5]
- Vorgängerbau Wohnhaus Heringsbrunnengasse 7 in Mainz